# Campionati del mondo di atletica leggera indoor 2010 - Pentathlon
Il pentathlon femminile si è tenuto il 13 marzo 2010. Hanno partecipato alla gara 8 atlete.

## Orario
| Date          | Time  | Round             |
| ------------- | ----- | ----------------- |
| 13 marzo 2010 | 9:00  | 60 m ostacoli     |
|               | 9:40  | Salto in alto     |
|               | 12:00 | Getto del peso    |
|               | 14:45 | Salto in lungo    |
|               | 17:10 | 800 m             |
|               | 17:10 | Classifica Finale |

## Risultati

### 60 m ostacoli
| Pos | Nome                       | Nazione       | Time | Punti | Notes |
| --- | -------------------------- | ------------- | ---- | ----- | ----- |
| 1   | Jessica Ennis              | Gran Bretagna | 8.04 | 1120  |       |
| 2   | Hyleas Fountain            | Stati Uniti   | 8.20 | 1084  |       |
| 3   | Antoinette Nana Djimou Ida | Francia       | 8.26 | 1070  |       |
| 4   | Karolina Tymińska          | Polonia       | 8.48 | 1021  |       |
| 5   | Natalija Dobryns'ka        | Ucraina       | 8.50 | 1017  |       |
| DQ  | Tat'jana Černova           | Russia        | 8.51 | 1015  | [ 1 ] |
| 6   | Marina Gončarova           | Russia        | 8.56 | 1004  | PB    |
| 7   | Aiga Grabuste              | Lettonia      | 8.94 | 922   |       |

### Salto in alto
| Rank | Name                       | Nationality   | Result | Points | Notes |
| ---- | -------------------------- | ------------- | ------ | ------ | ----- |
| 1    | Jessica Ennis              | Gran Bretagna | 1.90   | 1106   |       |
| 2    | Hyleas Fountain            | Stati Uniti   | 1.87   | 1067   | SB    |
| 3    | Natalija Dobryns'ka        | Ucraina       | 1.84   | 1029   | SB    |
| 4    | Antoinette Nana Djimou Ida | Francia       | 1.84   | 1029   | PB    |
| DQ   | Tat'jana Černova           | Russia        | 1.78   | 953    |       |
| 5    | Marina Gončarova           | Russia        | 1.78   | 953    |       |
| 6    | Karolina Tymińska          | Polonia       | 1.72   | 879    |       |
| 7    | Aiga Grabuste              | Lettonia      | 1.63   | 771    | SB    |

### Getto del peso
| Rank | Name                       | Nationality   | Result | Points | Notes |
| ---- | -------------------------- | ------------- | ------ | ------ | ----- |
| 1    | Natalija Dobryns'ka        | Ucraina       | 16.43  | 957    | SB    |
| DQ   | Tat'jana Černova           | Russia        | 14.54  | 830    | PB    |
| 2    | Karolina Tymińska          | Polonia       | 14.38  | 819    |       |
| 3    | Hyleas Fountain            | Stati Uniti   | 14.06  | 798    | PB    |
| 4    | Jessica Ennis              | Gran Bretagna | 14.01  | 795    | SB    |
| 5    | Marina Gončarova           | Russia        | 13.78  | 779    |       |
| 6    | Antoinette Nana Djimou Ida | Francia       | 13.72  | 775    |       |
| 7    | Aiga Grabuste              | Lettonia      | 12.33  | 683    | SB    |

### Salto in lungo
| Pos | Nome                       | Nazione       | Ris  | Punti | Note |
| --- | -------------------------- | ------------- | ---- | ----- | ---- |
| DQ  | Tat'jana Černova           | Russia        | 6.62 | 1046  |      |
| 1   | Hyleas Fountain            | Stati Uniti   | 6.46 | 994   |      |
| 2   | Jessica Ennis              | Gran Bretagna | 6.44 | 988   | PB   |
| 3   | Antoinette Nana Djimou Ida | Francia       | 6.34 | 956   |      |
| 4   | Natalija Dobryns'ka        | Ucraina       | 6.33 | 953   |      |
| 5   | Karolina Tymińska          | Polonia       | 6.19 | 908   |      |
| 6   | Aiga Grabuste              | Lettonia      | 6.05 | 865   |      |
| 7   | Marina Gončarova           | Russia        | 5.92 | 825   |      |

### 800 m
| Rank | Name                       | Nationality   | Time    | Points | Notes |
| ---- | -------------------------- | ------------- | ------- | ------ | ----- |
| 1    | Karolina Tymińska          | Polonia       | 2:11.16 | 948    | SB    |
| 2    | Jessica Ennis              | Gran Bretagna | 2:12.55 | 928    | PB    |
| DQ   | Tat'jana Černova           | Russia        | 2:13.19 | 918    |       |
| 3    | Natalija Dobryns'ka        | Ucraina       | 2:14.85 | 895    | PB    |
| 4    | Marina Gončarova           | Russia        | 2:17.69 | 855    |       |
| 5    | Hyleas Fountain            | Stati Uniti   | 2:21.02 | 810    | PB    |
| 6    | Antoinette Nana Djimou Ida | Francia       | 2:22.64 | 788    | SB    |
| 7    | Aiga Grabuste              | Lettonia      | 2:23.84 | 772    | SB    |

### Classifica finale
| Pos | Nome                       | Nazione       | Punti | Note       |
| --- | -------------------------- | ------------- | ----- | ---------- |
| 1   | Jessica Ennis              | Gran Bretagna | 4937  | CR, NR, WL |
| 2   | Natalija Dobryns'ka        | Ucraina       | 4851  | NR         |
| DQ  | Tat'jana Černova           | Russia        | 4762  |            |
| 3   | Hyleas Fountain            | Stati Uniti   | 4753  | AR         |
| 4   | Antoinette Nana Djimou Ida | Francia       | 4618  |            |
| 5   | Karolina Tymińska          | Polonia       | 4575  |            |
| 6   | Marina Gončarova           | Russia        | 4416  |            |
| 7   | Aiga Grabuste              | Lettonia      | 4013  | SB         |